# Circuit des Nations

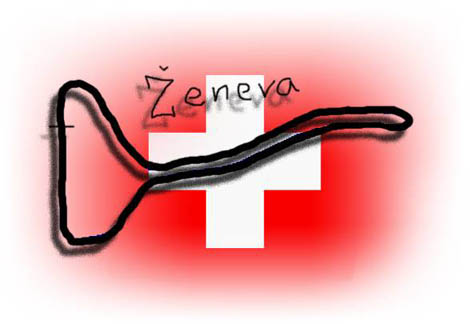
Het circuit zoals het in 1950 werd gebruikt voor het wereldkampioenschap wegrace

Het Circuit des Nations was een stratencircuit in de Zwitserse stad Genève. Het was in gebruik van 1938 tot en met 1950 en werd gebruikt voor auto- en motorraces. In het seizoen 1950 werd het ook gebruikt voor het wereldkampioenschap wegrace voor motorfietsen. 
Het circuit gebruikte voornamelijk de Rue de Lausanne, tussen het meer van Genève en de Place des Nations. Nadat een helft van de Rue de Lausanne gereden was, keerden de coureurs bij een geïmproviseerde haarspeldbocht om terug te rijden over de andere weghelft. Het circuit was 4,1 kilometer lang, maar soms werd ook een korter stuk van 2,9 kilometer gebruikt en de motorracers reden een iets langer circuit van 6,3 kilometer lengte. 

## Autoraces
Na de Tweede Wereldoorlog begon met wedstrijden te houden met auto's uit de Formule 1 en de Formule 2, maar deze races maakten nooit deel uit van de wereldkampioenschappen. 

### 1e Grand Prix des Nations
21 juli 1946, FIA Grand Prix, 44 ronden op het korte circuit (2,9 km).
| Plaats | Coureur                 | Auto           |
| ------ | ----------------------- | -------------- |
| 1      | Giuseppe Farina         | Alfa Romeo 158 |
| 2      | Carlo Felice Trossi     | Alfa Romeo 158 |
| 3      | Jean-Pierre Wimille     | Alfa Romeo 158 |
| 4      | Tazio Nuvolari          | Maserati 4CL   |
| 5      | Emmanuel de Graffenried | Maserati 4CL   |
| 6      | Prince Bira             | ERA B          |
| 7      | Achille Varzi           | Alfa Romeo 158 |
| 8      | Raymond Sommer          | Maserati 4CL   |
| DNF    | George Abecassis        | Alta           |
| DNF    | Reg Parnell             | Maserati 4CL   |
| DNF    | Luigi Villoresi         | Maserati 4CL   |

### 2e Grand Prix de Genève
2 mei 1948 FIA Formula 2 (geen kampioenschapsrace), 70 ronden op het korte circuit (2,9 km).

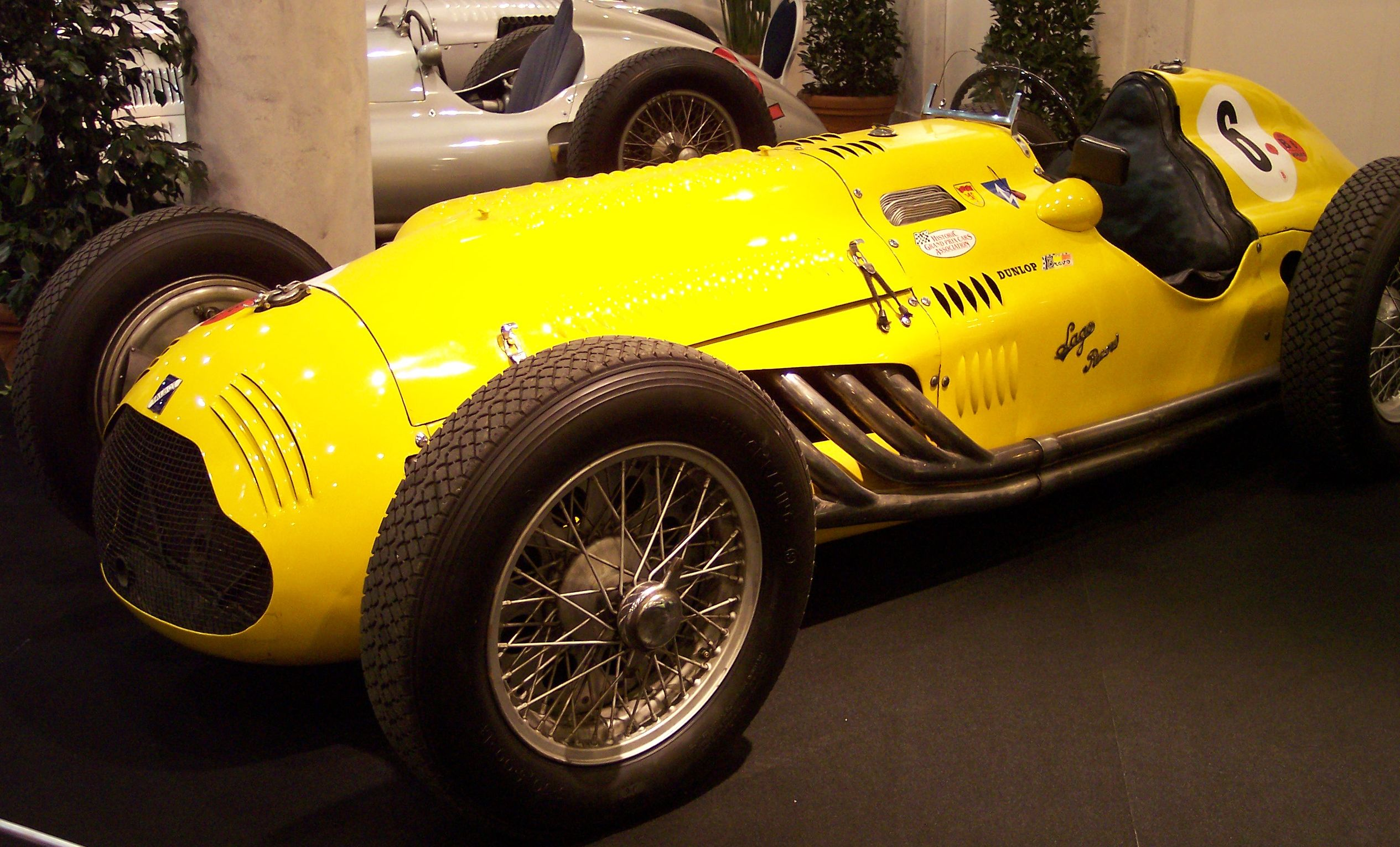
Talbot Lago T26

| Plaats | Coureur             | Team                     | Auto               |
| ------ | ------------------- | ------------------------ | ------------------ |
| 1      | Raymond Sommer      | Equipe Gordini           | Simca-Gordini T11  |
| 2      | Prince Bira         | Equipe Gordini           | Simca-Gordini T11  |
| 3      | Robert Manzon       | Equipe Gordini           | Simca-Gordini T11  |
| 4      | Harry Schell        | Ecurie Bleue             | Cisitalia D46-Fiat |
| 5      | "Robert"            | Ecurie Pano              | Cisitalia D46-Fiat |
| 6      | Claude Bernheim     | Ecurie Autosport         | Cisitalia D46-Fiat |
| DNF    | Raymond de Saugé    | Raymond de Saugé Destrez | Cisitalia D46-Fiat |
| DNF    | Carlo Pesci         | Carlo Pesci              | Cisitalia D46-Fiat |
| DNF    | Roger Loyer         | Ecurie de Paris          | Cisitalia D46-Fiat |
| DNF    | Maurice Trintignant | Equipe Gordini           | Simca-Gordini T11  |
| DNF    | Hans Stuck          | Hans Stuck               | Cisitalia D46-Fiat |
| DNF    | Rudolf Fischer      | Ecurie Espadon           | Simca-Gordini T11  |
| DNQ    | Walter Triverio     | Ecurie Pano              | Cisitalia D46-Fiat |

### 2e Grand Prix des Nations
2 mei 1948, FIA Formula 1, (geen kampioenschapsrace), 80 ronden op het korte circuit (2,9 km).

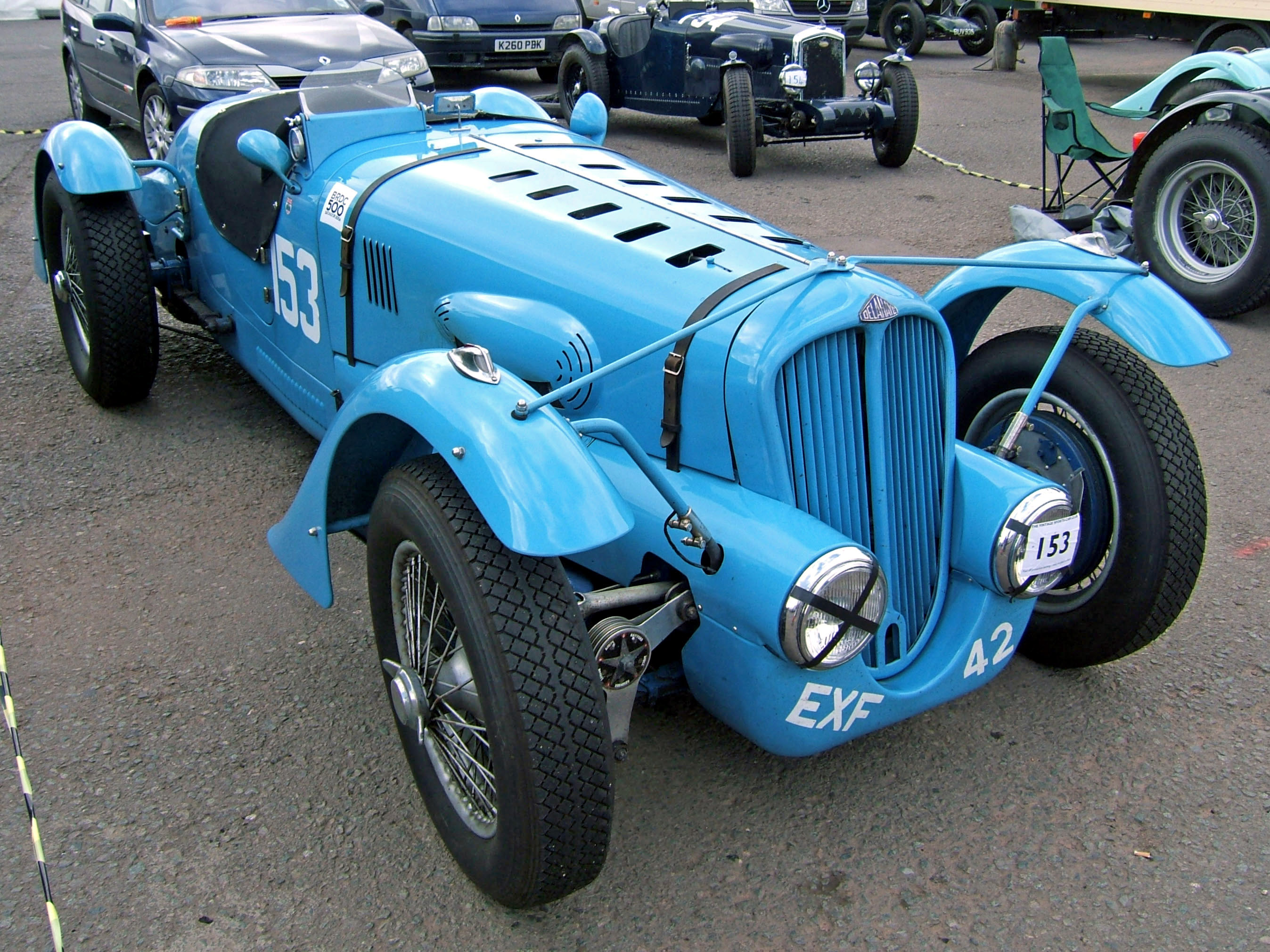
Delahaye 135S

| Plaats | Coureur                 | Auto               |
| ------ | ----------------------- | ------------------ |
| 1      | Giuseppe Farina         | Maserati 4CLT      |
| 2      | Emmanuel de Graffenried | Maserati 4CL       |
| 3      | Raymond Sommer          | Ferrari 166SC      |
| 4      | Eugène Chaboud          | Delahaye 135S      |
| 5      | Henri Louveau           | Delage D6.70       |
| 6      | Clemar Bucci            | Maserati 4CL       |
| DNF    | Jean-Pierre Wimille     | Simca-Gordini T15  |
| DNF    | Charles Pozzi           | Talbot-Lago T150C  |
| DNF    | Louis Rosier            | Talbot-Lago 150SS  |
| DNF    | Yves Giraud-Cabantous   | Talbot-Lago 150C   |
| DNF    | Nello Pagani            | Maserati 4CL       |
| DNF    | Luigi Villoresi         | Maserati 4CL       |
| DNF    | Luigi Fagioli           | Maserati 4CL       |
| DNF    | Maurice Trintignant     | Simca-Gordini T15  |
| DNF    | Prince Bira             | Maserati 4CL       |
| DNF    | Richard Ramseyer        | Maserati 4CL       |
| DNF    | Louis Chiron            | Talbot-Lago T26 SS |

### 3e Grand Prix de Genève
30 juli 1950, FIA Formula 2 (geen kampioenschapsrace), 45 ronden op het lange circuit (3,9 km).

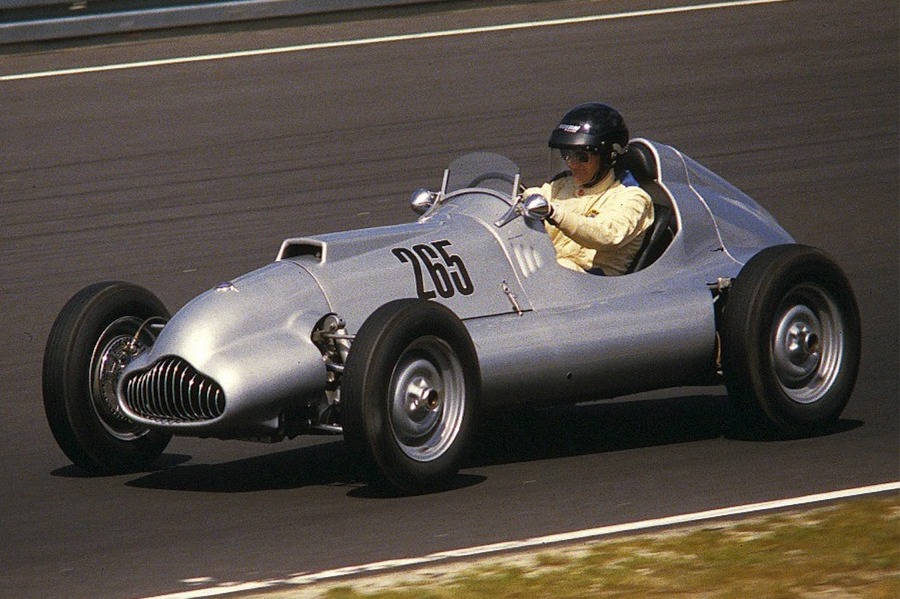
Veritas Meteor

| Plaats | Coureur             | Team                         | Auto               |
| ------ | ------------------- | ---------------------------- | ------------------ |
| 1      | Maurice Trintignant | Equipe Gordini               | Simca-Gordini T15  |
| 2      | André Simon         | Equipe Gordini               | Simca-Gordini T15  |
| 3      | Dorino Serafini     | Scuderia Ferrari             | Ferrari 166F2      |
| 4      | Roberto Mieres      | Automovil Club Argentina     | Maserati 4CLT/48   |
| 5      | André Canonica      | André Canonica               | Simca-Gordini T11  |
| 6      | Lance Macklin       | HW Motors Ltd.               | HWM/Alta           |
| 7      | Alfred Dattner      | Alfred Dattner               | Simca-Gordini T11  |
| 8      | Luigi Villoresi     | Scuderia Ferrari             | Ferrari 166F2      |
| 9      | Toni Branca         | Mme. Walckiers               | Simca-Gordini T15  |
| 10     | "Robert"            | Ecurie Paris                 | Cisitalia D46/Fiat |
| DNF    | Mario Tadini        | Scuderia Ferrari             | Ferrari 166F2      |
| DNF    | Aldo Gordini        | Equipe Gordini               | Simca-Gordini T15  |
| DNF    | Roger Loyer         | Ecurie Paris                 | Simca-Gordini T16  |
| DNF    | Paul Glauser        | Ecurie Suisse                | Veritas Meteor     |
| DNF    | Alexander Orley     | Alexander Orley              | Veritas Meteor     |
| DNF    | George Abecassis    | HW Motors Ltd.               | HWM/Alta           |
| DNF    | Ernesto Tornqvist   | Equipe Gordini               | Simca-Gordini T11  |
| DNF    | Harry Schell        | Horschell Racing Corporation | Cooper T12/JAP     |

### 3e Grand Prix des Nations
30 juli 1950, FIA Formula 1 (geen kampioenschapsrace), 68 ronden op het lange circuit (3,9 kilometer).

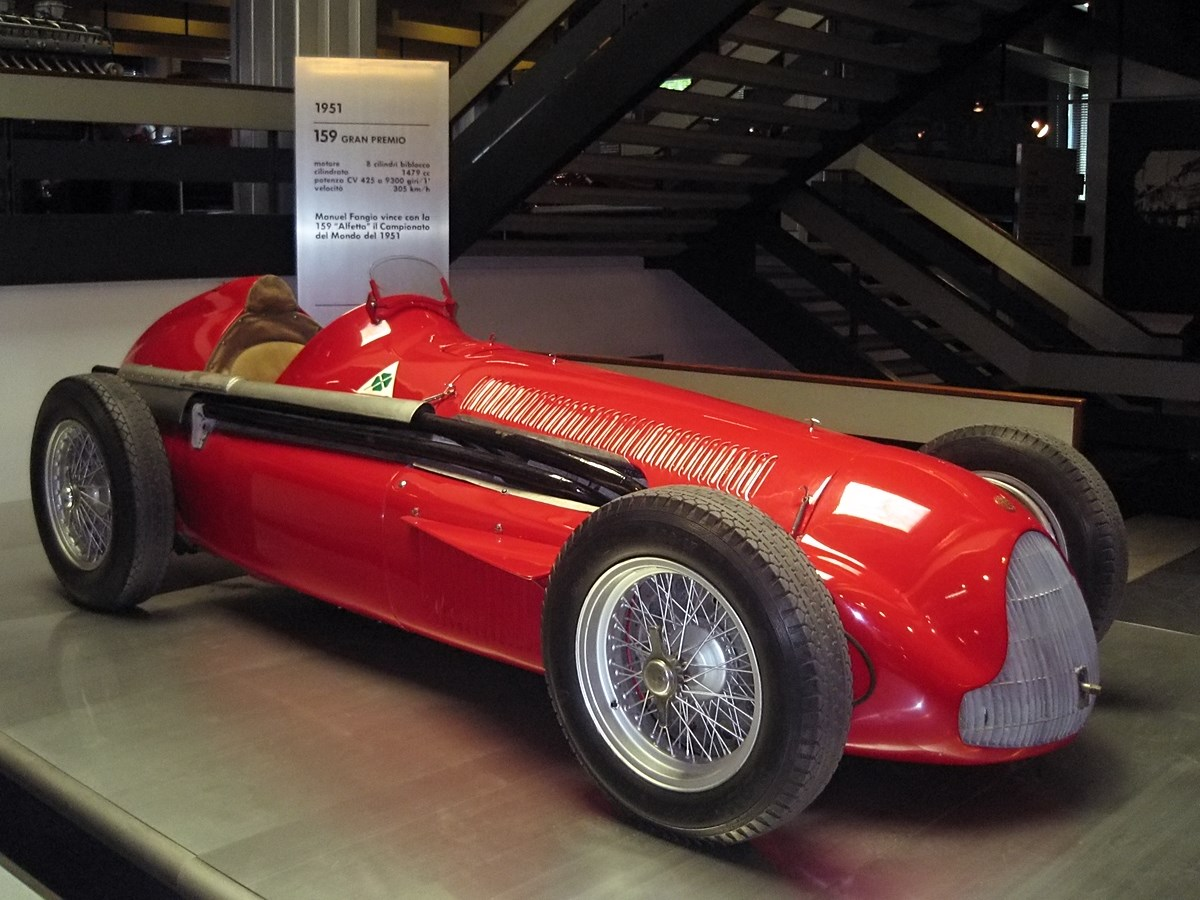
Alfa Romeo 159

| Plaats | Coureur                 | Auto                    |
| ------ | ----------------------- | ----------------------- |
| 1      | Juan Manuel Fangio      | Alfa Romeo 158          |
| 2      | Emmanuel de Graffenried | Alfa Romeo 158          |
| 3      | Piero Taruffi           | Alfa Romeo 158          |
| 4      | Alberto Ascari          | Ferrari 125             |
| 5      | Yves Giraud-Cabantous   | Talbot-Lago T26C        |
| 6      | Giuseppe Farina         | Alfa Romeo 158          |
| 7      | Robert Manzon           | Simca-Gordini T15       |
| 8      | Louis Chiron            | Maserati 4CLT-48        |
| 9      | Luigi Villoresi         | Ferrari 125             |
| 10     | Johnny Claes            | Talbot-Lago T26C        |
| 11     | Felice Bonetto          | Maserati Milano 4CLT-50 |
| 12     | Franco Rol              | Maserati 4CLT-48        |
| 13     | Toni Branca             | Maserati 4CL            |
| DNF    | Raymond Sommer          | Talbot-Lago T26C        |
| DNF    | Reg Parnell             | Maserati 4CLT-48        |
| DNF    | Prince Bira             | Maserati 4CLT-48        |
| DNF    | David Murray            | Maserati 4CLT-48        |
| DNF    | Gianfranco Comotti      | Maserati Milano 4CLT-50 |
| DNF    | Harry Schell            | Maserati 4CLT-48        |
| DNF    | José Froilán González   | Maserati 4CLT-48        |

## Motorraces

### Grand Prix van Zwitserland
De Grand Prix van Zwitserland maakte in 1928 voor het eerst deel uit van het Europees kampioenschap wegrace, maar men reed op verschillende circuits: het Circuit de Meyrin in Genève, het Circuit Saint-Sauveur in Lugano en het stratencircuit Bremgarten in Bern.
In 1938 reed men voor het eerst op het Circuit des Nations, maar door een onderbreking vanwege de Tweede Wereldoorlog reed men pas in 1946 opnieuw in Genève. In 1947 werd om de Europese titels gevochten in Bremgarten, maar in 1948 weer op het Circuit des Nations. In het seizoen 1949 werd het wereldkampioenschap wegrace voor het eerst georganiseerd, maar toen reed men weer op het circuit van Bremgarten. In 1950 was het Circuit des Nations weer aan de beurt, maar daarna verhuisde de Zwitserse Grand Prix naar Bremgarten, tot het Zwitserse raceverbod na 1954 in werking trad. 

#### 1938-1948

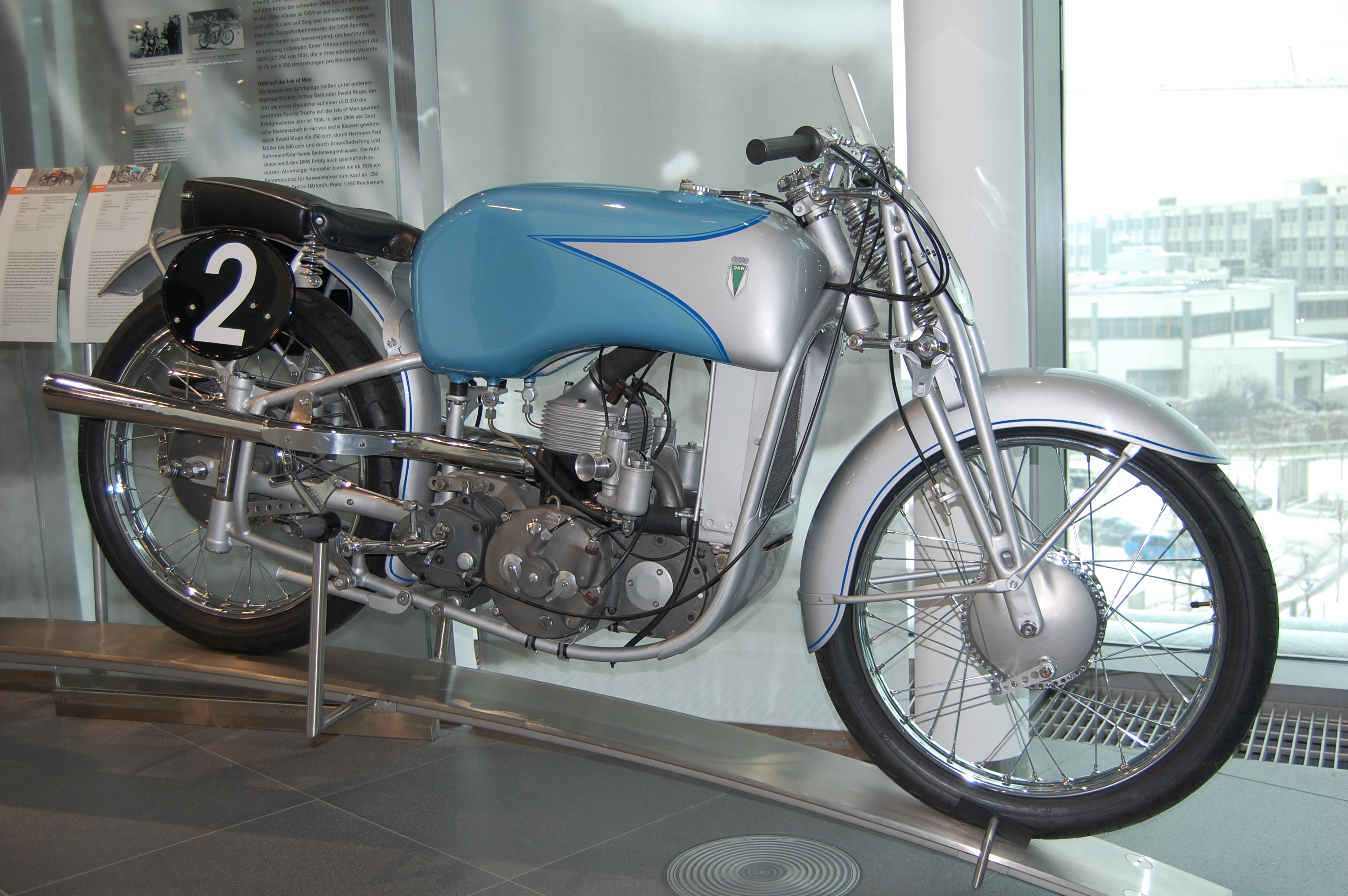
Een dergelijke DKW US 250 gebruikte Ewald Kluge

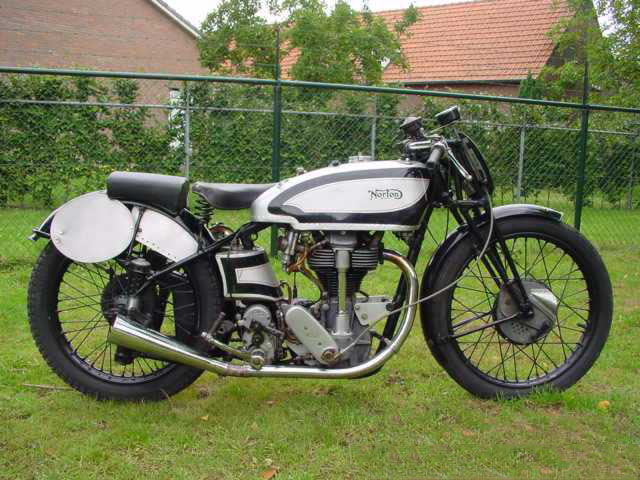
Norton International uit het einde van de jaren dertig

(gekleurde achtergrond = wedstrijd in het kader van het Europees kampioenschap wegrace)
| 1938 | 250 cc              | Ewald Kluge (DKW)                     |  |  |
| 1938 | 350 cc              | Harold Daniell (Norton)               |  |  |
| 1938 | 500 cc              | Harold Daniell (Norton)               |  |  |
| 1938 | Zijspannen (600 cc) | Arthur Horton / Les Seals (Norton)    |  |  |
|      |                     |                                       |  |  |
| 1946 | 250 cc              | Celeste Cavaciuti (Moto Guzzi)        |  |  |
| 1946 | 350 cc              | W. Hess (Velocette)                   |  |  |
| 1946 | 500 cc              | Nello Pagani (Gilera)                 |  |  |
| 1946 | Zijspannen          | Ferdinand Aubert / Rudi Grob (Norton) |  |  |
|      |                     |                                       |  |  |
| 1948 | 250 cc              | Dario Ambrosini (Benelli)             |  |  |
| 1948 | 350 cc              | Artie Bell (Norton)                   |  |  |
| 1948 | 500 cc              | Harold Daniell (Norton)               |  |  |
| 1948 | Zijspannen          | Hans Haldemann / ? (Norton)           |  |  |

#### Wereldkampioenschap 1950
23 juli 1950, Grand Prix van Zwitserland, wereldkampioenschap wegrace 1950, lange circuit, (6,3 km).

##### 250 cc klasse
| Plaats | Coureur         | Motorfiets               |
| ------ | --------------- | ------------------------ |
| 1      | Dario Ambrosini | Benelli 250 GP           |
| 2      | Bruno Ruffo     | Moto Guzzi Gambalunghino |
| 3      | Dickie Dale     | Benelli 250 GP           |

##### 350 cc klasse

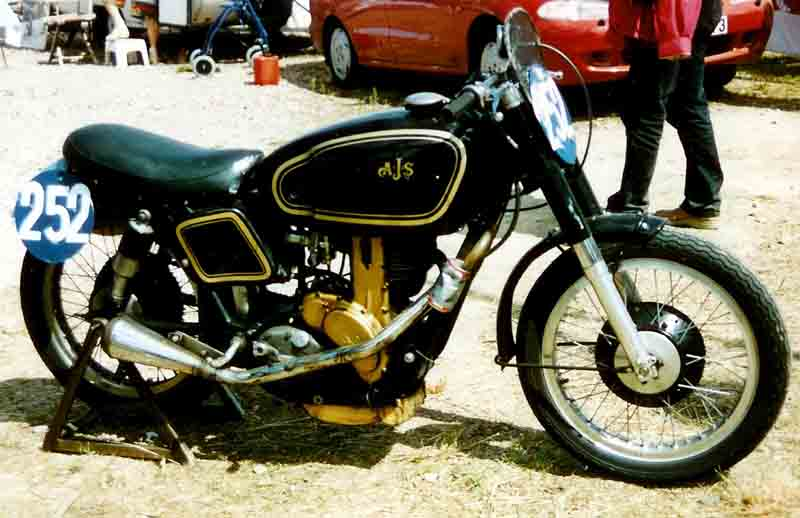
AJS 7R

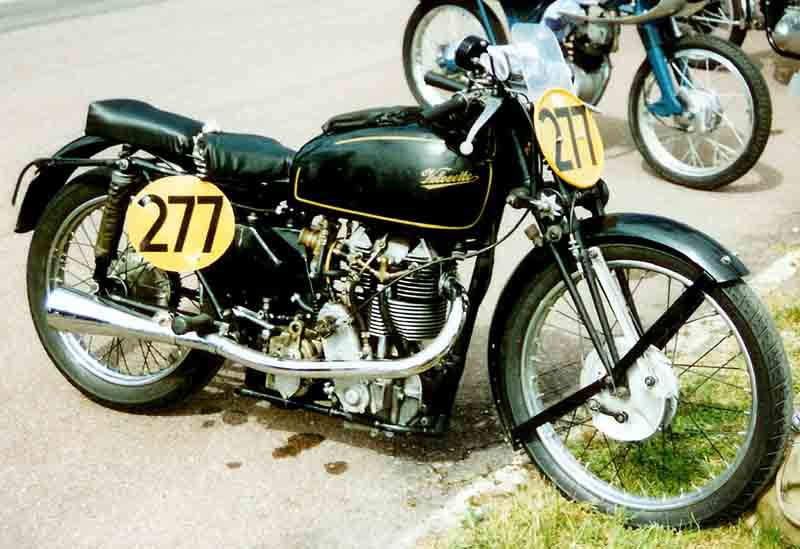
Velocette KTT Mk VIII

| Plaats | Coureur       | Motorfiets            |
| ------ | ------------- | --------------------- |
| 1      | Leslie Graham | AJS 7R                |
| 2      | Bob Foster    | Velocette KTT Mk VIII |
| 3      | Geoff Duke    | Norton Manx 40M       |

##### 500 cc klasse
| Plaats | Coureur         | Motorfiets    |
| ------ | --------------- | ------------- |
| 1      | Leslie Graham   | AJS E90       |
| 2      | Umberto Masetti | Gilera 500 4C |
| 3      | Carlo Bandirola | Gilera 500 4C |

##### Zijspanklasse
| Plaats | Coureur          | Bakkenist       | Motorfiets                |
| ------ | ---------------- | --------------- | ------------------------- |
| 1      | Eric Oliver      | Lorenzo Dobelli | Norton Manx 30M/Watsonian |
| 2      | Ercole Frigerio  | Ezio Ricotti    | Gilera 500 4C             |
| 3      | Ferdinant Aubert | René Aubert     | Norton Manx 30M/Watsonian |

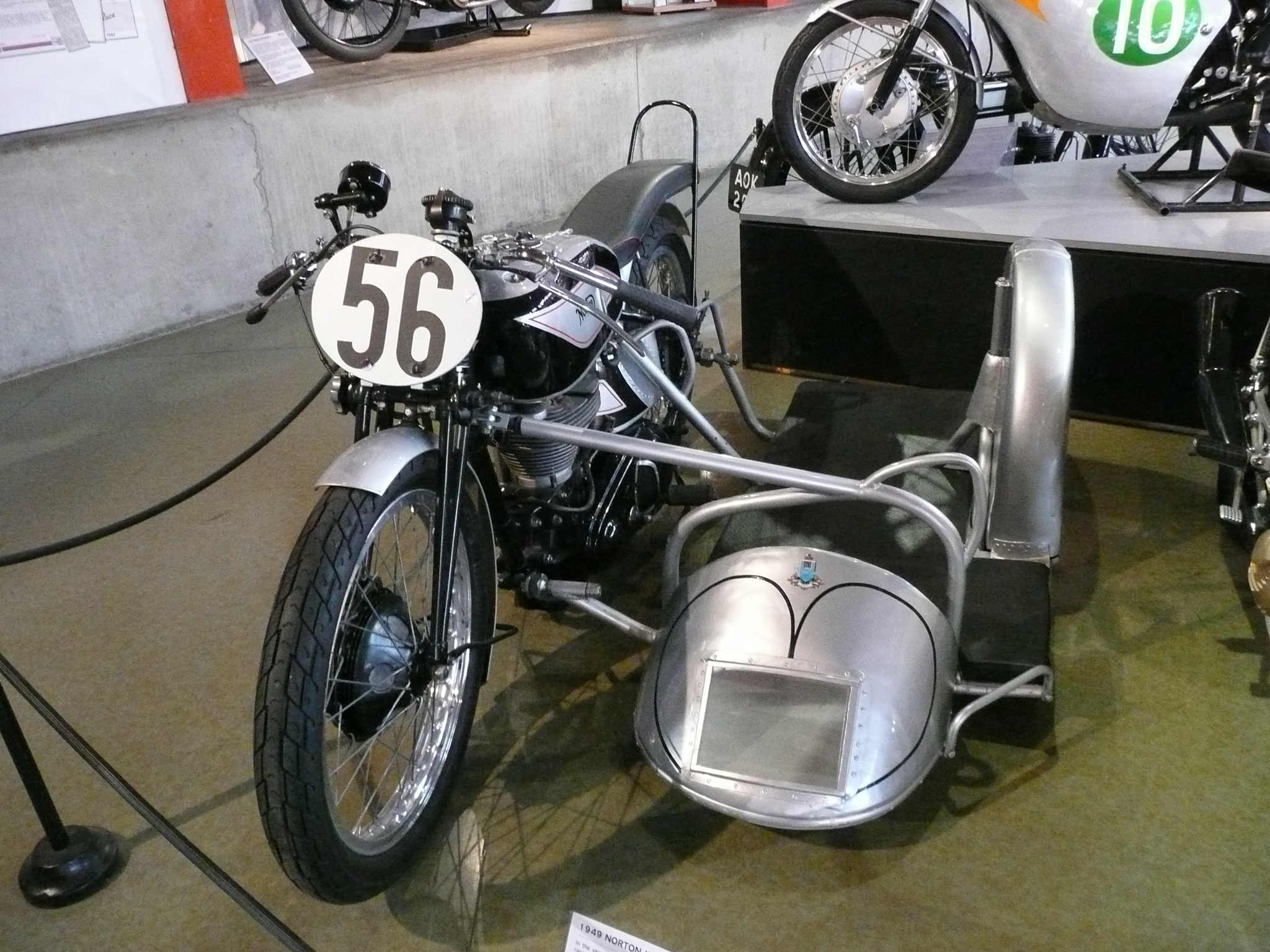
Norton Watsonian zijspancombinatie

Tegen het einde van de 3e Grand Prix van Zwitserland blies Alberto Ascari de motor van zijn Ferrari 340 op. Er liep olie op de baan in de bocht aan het einde van de Avenue de la Paix. Luigi Villoresi slipte over de olielaag, vloog over de strobalen en zijn auto kwam in het publiek terecht. Drie toeschouwers overleden en twintig mensen raakten gewond. Villoresi overleefde het ongeluk maar had een verbrijzeld been. Na dit ongeluk werd er nooit meer een Grand Prix op dit circuit georganiseerd. 
In 1958 werden gemechaniseerde snelheidssporten in Zwitserland voorgoed verboden.